# Europees kampioenschap voetbal 2012 (Groep D) Frankrijk - Engeland
Dit artikel gaat over de wedstrijd in de groepsfase in groep D tussen Frankrijk en Engeland die gespeeld zal worden op 11 juni 2012 tijdens het Europees kampioenschap voetbal 2012.
Het is de zevende wedstrijd van het toernooi en wordt gespeeld in de Donbas Arena in Donetsk.

## Voorafgaand aan de wedstrijd
- Op de FIFA-wereldranglijst van mei 2012 stond Frankrijk op de 16e plaats, Engeland op de 7e plaats.[1]
- Twee keer eerder stonden beide landen tegenover elkaar tijdens de Europese eindstrijd. Beide keren troffen de teams elkaar in de poule. De eerste keer, tijdens het EK 1992 bleef de wedstrijd onbeslist en werden beide ploegen uitgeschakeld in een poule met Zweden en latere winnaar Denemarken. Twaalf jaar later troffen beide teams elkaar tijdens het EK 2004. Dit keer trokken de Fransen in de blessuretijd aan het langste eind en werden poulewinnaar voor Engeland, Kroatië en Zwitserland.

## Wedstrijdgegevens

De basisopstellingen van beide landen

| Datum                | 11 juni 2012                   | 11 juni 2012                   |
| Wedstrijdnummer      | 7                              | 7                              |
| Stadion              | Donbas Arena, Donetsk          | Donbas Arena, Donetsk          |
| Toeschouwers         | 47.400                         | 47.400                         |
| Scheidsrechter       | Nicola Rizzoli                 | Nicola Rizzoli                 |
| Assistenten          | Renato Faverani Andrea Stefani | Renato Faverani Andrea Stefani |
| Vierde man           | Pavel Královec                 | Pavel Královec                 |
| Man van de wedstrijd | Samir Nasri Joleon Lescott     | Samir Nasri Joleon Lescott     |
|                      | Frankrijk                      | Engeland                       |
| Doelpunten           | 1                              | 1                              |
| Gele kaarten         | 0                              | 2                              |
| Rode kaarten         | 0                              | 0                              |
| Wissels              | 0                              | 0                              |
| Schoten op doel      | 5                              | 1                              |
| Schoten naast doel   | 0                              | 0                              |
| Overtredingen        | 5                              | 3                              |
| Hoekschoppen         | 5                              | 0                              |
| Buitenspel           | 0                              | 3                              |
| Vrije trappen        | 6                              | 6                              |
| Balbezit (tijd)      | 0                              | 0                              |
| Balbezit (%)         | 59                             | 41                             |

| Frankrijk | 1 – 1           | Engeland |
| (Franck Ribéry) Samir Nasri 39' | goals (assists) | 30' Joleon Lescott (Steven Gerrard) |
| Laurent Blanc | bondscoach      | Roy Hodgson |
| Hugo Lloris Patrice Evra Philippe Mexès Adil Rami Mathieu Debuchy Alou Diarra Florent Malouda 84' Yohan Cabaye 84' Franck Ribéry Karim Benzema Samir Nasri | opstellingen    | Joe Hart Ashley Cole Joleon Lescott John Terry Glen Johnson 77' Scott Parker Steven Gerrard 77' Alex Oxlade-Chamberlain Ashley Young James Milner 90' Danny Welbeck |
| Marvin Martin 84' Hatem Ben Arfa 84' | wissels         | 77' Jermain Defoe 77' Jordan Henderson 90' Theo Walcott |
| | gele kaarten    | 34' Alex Oxlade-Chamberlain 71' Ashley Young |
| | rode kaarten    | |

## Wedstrijden
| Groepswedstrijden | | | |
| Groep A | Groep B | Groep C                                                                                               | Groep D |
| Polen - Griekenland Rusland - Tsjechië Griekenland - Tsjechië Polen - Rusland Tsjechië - Polen Griekenland - Rusland | Nederland - Denemarken Duitsland - Portugal Denemarken - Portugal Nederland - Duitsland Portugal - Nederland Denemarken - Duitsland | Spanje - Italië Ierland - Kroatië Italië - Kroatië Spanje - Ierland Kroatië - Spanje Italië - Ierland | Frankrijk - Engeland Oekraïne - Zweden Oekraïne - Frankrijk Zweden - Engeland Engeland - Oekraïne Zweden - Frankrijk |
| Kwartfinales | | | |
| Tsjechië - Portugal                                                                                                  | Duitsland - Griekenland | Spanje - Frankrijk                                                                                    | Engeland - Italië |
| Halve finales | | | |
| ‎Portugal - Spanje | ‎Portugal - Spanje | Duitsland - Italië                                                                                    | Duitsland - Italië                                                                                                   |
| Finale | | | |
| Spanje - Italië | | | |